# Metisa jansei
Metisa jansei is een vlinder uit de familie zakjesdragers (Psychidae). De wetenschappelijke naam van deze soort is voor het eerst geldig gepubliceerd in 1973 door Bourgogne.